# Born to Quit
Born to Quit är The Smoking Popes första album, utgivet 1994 på Johann's Face Records, återutgivet 7 juli 1995 på Capitol Records. Morrissey har i en intervju refererat till albumet som plats 9 bland sina favoritalbum.
Låtar från albumet har varit med i ett flertal filmer.

## Låtlista
1. Midnight Moon 2:11
2. Rubella 2:02
3. Gotta Know Right Now 2:37
4. Mrs. You and Me 3:34
5. Just Broke Up 2:04
6. My Lucky Day 2:06
7. Need You Around 3:42
8. Can't Help the Teardrops (Från Getting Cried) 2:54
9. Adena 1:46
10. On the Shoulder 5:04